# 109-я моторизованная дивизия
109-я моторизованная дивизия — общевойсковое соединение (моторизованная дивизия) РККА ВС СССР, до и во время Великой Отечественной войны.

## 1-е формирование
109-я стрелковая дивизия формировалась с 15 апреля 1939 года в городе Татарск (Сибирский ВО, (Новосибирская область) на базе 79-го сп 73-й сд. В июне 1939 дивизия передислоцирована в Харанор. По директиве НКО СССР от 7.12.1939 переформирована в моторизованную.
1 июля 1940 года началось формирование 5 мк. Управление корпуса и корпусные части, 17-я танковая дивизия формировались на разъезде № 77 Читинской области, 13-я танковая дивизия — на разъезде № 76 Читинской области. 109-я моторизованная дивизия ранее входила в состав 12 ск. Она вошла в состав корпуса с прежней дислокацией — Харанор.
25 мая 1941 по приказу Генерального штаба 16-я армия передислоцировалась на запад Союза (УССР). Первыми погружены в железнодорожные поезда эшелоны 5-го мехкорпуса.
18 июня 109 мд начала выгрузку на ст. Бердичев и затем расположились в Скруглевских лагерях. Начало войны 5 мк встретил на земле УССР в Киевском ОВО.
26 июня по приказу Генерального штаба 16-я армия передана из состава Юго-Западного фронта и вводится в состав Западного фронта. 5 мк в железнодорожных поездах двинулся в район Орши Белорусской ССР.
109-я мд по приказу командующего войсками 16-й армии генерал-лейтенанта М. Ф. Лукина начала марш к станции Шепетовка для погрузки в железнодорожные эшелоны.
В это время соединения 16-й армии оказались в районе боевых действий. Командующий войсками армии генерал-лейтенант М. Ф. Лукин, не имея связи со штабом фронта, для прикрытия станции погрузки снял с погрузки 109-ю мд и направил её к городу Острогу. Несколько эшелонов с войсками дивизии к этому времени уже убыли, в их числе 16-й тп.
Управление корпуса дислоцировалось:
- разъезд № 77 (Читинская область РСФСР), ЗабВО (1.07.1940 — 25.05.1941);
- район ст. Бердичев (УССР), КиевОВО (18.06 — 26.06.1941).

Управление дивизии дислоцировалось:
- Харанор (Читинская область Российской СФСР), ЗабВО (… — 25.05.1941);
- в районе ст. Бердичев (Украинская ССР), КиевОВО (18 — 26.06.1941).
- восточная опушка Курганинского леса у с. Курганы восточнее г. Острог (27.06.1941);

## Боевой путь дивизии
Командиры и красноармейцы вступили в бой на земле Украины.

## Подчинение
- 12-й стрелковый корпус, 16-я армия, Забайкальский военный округ (… — 1.07.1940);
- 5-й механизированный корпус, 16-я армия, Забайкальский военный округ (1.07.1940 — 25.05.1941);
- 5-й механизированный корпус, 16-я армия, Киевский Особый военный округ (12.06 — 22.06.1941);
- 16-я армия, Юго-Западный фронт (22.06 — 26.06.1941);
- Западный фронт, (26.06 — 28.6.1941);
- Юго-Западный фронт (28.06 — …1941);

## Состав
На 22.06.1941:
- Управление дивизии
- 381-й мотострелковый полк

- 1-й мотострелковый батальон
- 2-й мотострелковый батальон
- 3-й мотострелковый батальон
- Полковая школа

- 602-й мотострелковый полк

- 1-й мотострелковый батальон
- 2-й мотострелковый батальон
- 3-й мотострелковый батальон
- Полковая школа

- 16-й танковый полк

- 1-й танковый батальон
- 2-й танковый батальон
- 3-й танковый батальон

- 404-й артиллерийский полк

- 1-й артиллерийский дивизион
- 2-й артиллерийский дивизион
- 3-й артиллерийский дивизион

Дивизионные части и подразделения:
- 256-й отдельный истребительно-противотанковый дивизион
- 234-й отдельный зенитно-артиллерийский дивизион
- 173-й разведывательный батальон
- 229-й легко-инженерный батальон
- 279-й отдельный батальон связи
- 54-й артиллерийский парковый дивизион
- 281-й медико-санитарный батальон
- 234-й автотранспортный батальон
- 194-й ремонтно-восстановительный батальон
- 31-я рота регулирования
- 193-й полевой хлебозавод
- 483-я полевая почтовая станция
- 167-я полевая касса Госбанка

## Командование
Командиры дивизии:
- Краснорецкий, Николай Павлович, полковник (… — 27.06.1941);
- Сидоренко, Николай Иванович, полковник (27.06 — … 1941).

Заместители командира дивизии:
- Заместитель командира дивизии по строевой части Сидоренко Николай Иванович, полковник (… — 27.06.1941).
- Заместители командира дивизии по политической части:

- Лебедев, бригадный комиссар.

- Солодухо Давид Александрович, полковой комиссар (с 3.06.40).

- Мишинев Георгий Николаевич (на 09.40 г.), полковой комиссар, с 19.09.40 г. бригадный комиссар.

- Шейко Алексей Леонтьевич, полковой комиссар (27.05.41-19.07.41).

 Начальники штаба:
- Комаровский Николай Александрович, майор (на 06.40 г.).

- Мернов Василий Фёдорович, майор (до 26.06.1941), (с конца июня 1941 на Западном фронте, исполняющий обязанности командира 109-й моторизованной дивизии (на Западном фронте)).

- Сорокин Терентий Николаевич, майор (с конца июня 1941 на Юго-Западном фронте).

Другие командиры управления дивизии:
- Начальник оперативного отделения штаба дивизии Галецкий Владимир Васильевич, майор (1941).

- Начальник разведывательного отделения штаба дивизии Панов Василий Васильевич, капитан (1941; погиб 27.06.41 г.)

- Начальник отделения тыла штаба дивизии Сорокин Терентий Николаевич, майор (1941).

- Начальник автобронетанковой службы дивизии Бажанов Николай Васильевич, майор (1941).

- Заместитель начальника отдела политической пропаганды Марковин Василий Евдокимович, батальонный комиссар (6.06.41-19.07.41).

Основные части дивизии:
- 381-й мотострелковый полк

Командир полка подполковник Александр Ильич Подопригора (30.06.1941 застрелился под г. Острог, Украина).
Заместитель командира полка по политической части батальонный комиссар Борис Ефимович Ройз.
Начальник штаба полка капитан П. Н. Иванов.
- 1-й мотострелковый батальон:

Командиры батальона:
— старший лейтенант Хайрутдинов (погиб 27.06.41 г. под Острог, Украина).
— лейтенант Ф. А. Кутовой (с 27.06.1941).
- 2-й мотострелковый батальон

Командир батальона старший лейтенант Иванов.
Заместитель командира батальона по политической части старший политрук А. И. Волков.
- 3-й мотострелковый батальон — командир батальона капитан Хайруллин.

- Полковая школа — начальник школы капитан Гренов.

- 602-й мотострелковый полк

Командир полка майор Николай Павлович Массонов.
Заместитель командира полка по политической части — старший политрук В. Туманов.
Помощник командира полка по снабжению — майор Каледин.
Начальник штаба полка майор Фёдор Фёдорович Глухов (погиб до 7.09.41 г.).
2-й мотострелковый батальон — командир батальона капитан Морозов (погиб 1.07.41 г. под г. Острог, Украина).
- 16-й танковый полк

Командиры полка:
— майор Михаил Гордеевич Сахно.
— майор К. С. Степанов.
Заместитель командира полка по политической части батальонный комиссар Василий Евдокимович Марковин (до 06.41)
Начальник штаба полка майор Алексеев.
- 404-й артиллерийский полк

Командир полка майор Василий Михайлович Андреев (погиб 09.41 г.).
Заместитель командира полка по политической части батальонный комиссар Александр Георгиевич Колпаков.
Начальник штаба полка капитан Василий Константинович Валяев.
1-й артиллерийский дивизион — командир дивизиона капитан Линкевич.
2-й артиллерийский дивизион — командир дивизиона старший лейтенант Елизар Петров.
3-й артиллерийский дивизион — командир дивизиона капитан Николай Иванович Белый.
Дивизионные части и подразделения:
- 173-й разведывательный батальон

Командиры батальона:
— капитан Амай Шайхутдинович Юлборисов (погиб 27.06.41 г. под г. Острог, Украина).
— капитан Н. А. Пестерев (с 27.06.1941).
Начальник штаба батальона капитан Н. А. Пестерев (до 27.06.1941).
- 31-я рота регулирования

Командир роты старший лейтенант Иван Иванович Лошкарев (погиб 27.06.41 г. под г. Острог, Украина).

## Боевая деятельность
25 мая 1941 года. По приказу Генерального штаба 16-я армия передислоцировалась на запад страны. Первыми погружены в железнодорожные эшелоны части 5-го мк. На платформах танки обшивались деревянными щитами, часовые маскировались, экипажи танков ехали в закрытых вагонах-теплушках.
1 июня части и подразделения дивизии в железнодорожных эшелонах ехали в западную часть СССР.
12 июня Нарком обороны СССР и начальник Генерального штаба издали директиву командующему войсками Киевского ОВО № 504 206 о перевозках 5-го мк. Для прибывающих соединений 5-го мк назначены станции, они же и места дислокации: управление корпуса, 13-я тд, 109-я мд — ст. Бердичев; 17-я тд — ст. Изяславль; 57-я отд — ст. Проскуров (дислокация Проскуров и Меджибож).
18 июня. КОВО. 109-я мд. Первые эшелоны с управлением дивизии, подразделениями 381-го мсп, частью подразделений 602-го мсп и некоторыми специальными подразделениями выгрузились 18 июня на ст. Бердичев и расположились в Скруглевских лагерях.
22 июня. Начало войны 5-й мк встретил на земле Украины в Киевском ОВО.
- Управление 109-й мд

Командир дивизии полковник Н. П. Краснорецкий
Заместитель командира дивизии по строевой части полковник Н. И. Сидоренко.
Заместитель командира дивизии по политической части полковой комиссар Алексей Леонтьевич Шейко.
Начальник штаба майор В. Ф. Мернов.
Начальник оперативного отделения майор В. В. Галецкий.
Начальник разведывательного отделения капитан В. В. Панов.
Начальник отделения тыла майор Т. Н. Сорокин.
Начальник автобронетанковой службы майор Н. В. Бажанов.
Заместитель начальника отдела политической пропаганды батальонный комиссар В. Е. Марковин.
26 июня
8.00
По приказу Генерального штаба 16-я армия изымается из состава Юго-Западного фронта и вводится в состав Западного фронта. В первую очередь пошли на погрузку штаб корпуса, корпусные части, танковые дивизии. 5-й мк в железнодорожных эшелонах двинулся в район Орши Белорусской ССР.
109-я мд по приказу командующего войсками 16-й армии генерал-лейтенанта М. Ф. Лукина начала марш к ст. Шепетовка для погрузки в железнодорожные эшелоны.
10.00
На фронте 5-й армии. В районе Луцк, Броды, Ровно разворачивалось танковое сражение между советскими механизированными корпусами 5-й, 6-й армий и резервами Юго-Западного фронта с одной стороны и с наступавшими моторизованными корпусами 1-й германской танковой группы Группы армий «Юг», (1,2,3,2с). 13-я германская тд 3-го германского моторизованного корпуса, прорвалась на стыке 40-й и 43-й советских тд в направлении г. Мошкова (8-12 км с-в г. Млынува), обошла левый фланг 40-й сов.тд, отрезала её от 43-й сов.тд. Одновременно, перегруппированная к югу 11-я германская тд, обошла левый фланг 43-й сов. тд южнее г. Дубно и устремилась в направлении Мизоч, Острог и частью сил на Здолбунов.
Соединения 16-й армии оказались в районе боевых действий. Генерал-лейтенант М. Ф. Лукин, не имея связи со штабом фронта, для прикрытия станции погрузки снял с погрузки 109-ю мд (.., 381-й мсп, 16-й тп) и направил её к Острогу. Несколько эшелонов с войсками дивизии к этому времени уже убыли, в их числе 16-й тп.
- Управление дивизии на Украине:

Командир дивизии полковник Н. П. Краснорецкий
Заместитель командира корпуса по строевой части полковник Н. И. Сидоренко
Заместитель командира корпуса по политической части полковой комиссар А. Л. Шейко
Начальник штаба корпуса майор Т. Н. Сорокин (на Юго-Западном фронте).
Для действий в направлении Острога выделен 381-й мсп.
- Управление полка:

Командир полка подполковник А. И. Подопригора.
Заместитель командира полка по политической части батальонный комиссар Б. Е. Ройз.
Начальник штаба полка капитан П. Н. Иванов.
1-й мотострелковый батальон — командир батальона старший лейтенант Хайрутдинов.
2-й мотострелковый батальон — командир батальона старший лейтенант Иванов, заместитель командира батальона по политической части старший политрук А. И. Волков.
3-й мотострелковый батальон- командир батальона капитан Хайруллин
Полковая школа
Командир 109-й мд выслал разведку к Острогу — 173-й дивизионный разведбатальон на автомобилях (командир батальона А. Ш. Юлборисов).
12.00. 11-я герм.тд заняла г. Острог.
15.00. Бой за г. Острог
Во второй половине дня 173-й рб 381-го мсп прибыл в район с. Вильбовное что на правом берегу р. Горынь. Задача батальона была — ночью занять оборону на северо-западной окраине Острога. В назначенном районе командиры приступили к организации обороны в готовности удерживать участок до подхода основных сил 381-го мсп.
К 19.00 положение 19-го мк (40, 43-ятд, 213-ямд) 5-й армии резко ухудшилось в связи с тем, что 13-я германская тд 3-го герм.мк, прорвалась на стыке 40-й и 43-й советских тд в направлении г. Мошкова (8-12 км с-в г. Млынува), обошла левый фланг 40-й сов.тд, отрезала её от 43-й сов.тд. Одновременно, перегруппированная к югу 11-я германская тд 3-го герм.мк, обошла левый фланг 43-й сов. тд южнее г. Дубно и устремилась в направлении Мизоч, Острог и частью сил на Здолбунов.
Подразделения передового отряда 11-й герм.тд, вошедшей в Острог, атаковали позиции 173-го рб. Так начался боевой путь 109-й мд в Великой Отечественной войне.
23.00. Основные силы 381-го мсп двигались к Острогу.
27 июня
00.00. 5-й мк (13, 17-я тд, без 109-й мд). Соединения корпуса продолжали погрузку и движение в Белоруссию.
1.00
381-й мсп со ст. Шепетовка к Острогу прибыл в ночь на 27.06, совершив 45 км марш.
На правом фланге несколько танков 16-го тп, оставшихся на Украине, вместе с командиром полка майором Степановым выдвинулись на север к с. Бродивское с задачей действовать со 173-м рб.
Командир 381-го полка приказал 1-му и 2-му мсб занять позиции для атаки на Острог к северу от автомобильного моста через Горынь по левому её берегу. Резервный 3-й мсб сосредоточился в 1 км восточнее с. Курганы.
На восточной опушке Курганинского леса у с. Курганы штаб 109-й мд развернул командный пункт.
- Командир дивизии полковник Н. П. Краснорецкий
- Заместитель командира дивизии полковник Н. И. Сидоренко

На левом фланге командир 2-го мсб 602-го мсп (1, 3-го мсб, полковых подразделений убыли на Западный фронт) получил задачу занять позиции к югу от моста через р. Горынь.
4.00
На правом фланге у с. Бродивское исходные позиции заняли разведбатальон с танками 16-го тп (под командованием майора Степанова).
К рассвету 1-й и 3-й мсб 381-го мсп вышли на правый берег р. Вилия на исходные позиции для наступления: в центре — 2-й мсб 381-го мсп и 1-й мсб 381-го мсп (севернее автомобильного моста через р. Вилия), на левом фланге — 2-й мсб 602-го мсп (южнее моста). 3-й мсб 381-го мсп остался в резерве в 1 км восточнее с. Курганы с задачей в готовности действовать в направлениях Розваж, Хорив, Бродивское.
6.00. Бой за г. Острог
Утром командир дивизии полковник Краснорецкий отдал приказ о наступлении. Оно началось без артиллерийской подготовки, так как 404-й ап ещё не вышел к Острогу.
На правом фланге первыми форсировали реку Вилию разведчики разведбатальона. За ними начали переправляться мотострелковые батальоны по мосту. Темп переправы был низким и командир 381-го мсп п/п-к Подопригора приказал командирам и красноармейцам переплывать реку вплавь.
8.00
На правом фланге 173-й рб оказался в наиболее трудном положении. Его позиции атаковал противник.
Батальоны вступили в бой. Первым (на левом фланге) преодолел сопротивление врага 2-й мсб 602-го мсп. Командир батальона капитан Морозов умело совершил манёвр и вывел батальон на южную окраину Острога откуда повёл наступление. Германцы стали отходить к центру города и вскоре завязался бой у католического костёла.
В центре обстановка складывалась сложнее для советских наступающих 1-го и 2-го батальонов. Когда они ворвались в Острог, германцы открыли по ним огонь с чердаков домов, с колокольни колоколен церквей. В бой вступили против советских войск и украинские националисты. Помощь в подавлении огневых точек противника оказали артиллеристы полковой батареи старшего лейтенанта Щёголева. Они подавили основные пулемётные точки. Бойцы 1-го и 2-го мсб начали продвижение к центру города и по его северо-восточной окраине.
С началом наступления 381-го мсп командир дивизии полковник Н. П. Краснорецкий прибыл на командный пункт полка, находившийся на колокольне с. Вельбовное. Командир полка отправился в наступающие батальоны.
10.00. Противник обстрелял из артиллерии село Вельбовное. Осколком снаряда, разорвавшегося у колокольни-КП был тяжело ранен полковник Н. П. Краснорецкий и отправлен в тыл. В командование дивизией вступил заместитель командира дивизии полковник Н. И. Сидоренко.
12.00
В центре Острога продвижение батальонов замедлилось. 2-й мсб 602-го мсп (капитан Морозов) вёл бой со свежими подразделениями противника, вышедшими на южную окраину города со стороны с. Межиричи. 3-й мсб (капитан Хайрутдинов) и полковая школа 381-го мсп (капитан Гренов) вели бой у Польского кладбища, 2-й мсб 381-го мсп (Иванов) — у Татарского кладбища на северо-западной окраине с задачей соединиться со 173-м рб (капитан А. Ш. Юлборисов), полуокружённым противником.
На правом фланге противник постоянно атаковал 173-й рб. Он вёл бой в полуокружении.
15.00. Бой за г. Острог
В течение дня 381-й мсп вёл бой за овладение Острогом.
Во второй половине дня 27 июня противник ввёл в бой основные силы 11-й герм.тд. Одновременно усилился артиллерийский обстрел и авиабомбардировки Острога.
17.00
Стрелковые батальоны 109-й мд не выдержали натиска врага и начали отход из Острога к р. Вилия.
Командир дивизии полковник Сидоренко подчинил себе часть разведывательного батальона 13-й тд (капитан Чуранов) — танковая рота (17 быстроходных лёгких танков БТ), бронерота (15 бронеавтомобилей), автора, мотоциклетный взвод — и послал её на помощь 381-му мсп.
19.00
К вечеру 27 июня 19-й сов.мк 5-й сов.армии вёл сдерживающие бои на подступах к г. Ровно с соединениями 3-го германского моторизованного корпуса (11, 13-я тд) и …-го германского армейского корпуса (11, 299-я пд).
Полки 13-й герм.тд и 299-й герм.пд обходили правый фланг 19-го сов.мк., (3с)
Основные силы 11-й герм.тд пришли к Острогу и захватили плацдарм на р. Горынь, чем создали угрозу охвата 19-го сов.мк и с левого фланга и отрезали от переправ на р. Горынь.
Разведывательный батальон 13-й тд не смог переломить положение 381-го мсп. Полк отступал. Не имея возможности переправиться через р. Вилия красноармейцы вплавь пытались переправиться, некоторые тонули. На переправе погибли начальник полковой школы капитан Гренов, его заместитель по политчасти Кошкин, командир 3-го мсб капитан Хайрутдинов.
Вечером в район с. Вильбовное прибыл дивизионный легкоинженерный батальон и 404-й артполк. Легконженерный батальон получил задачу оборонять железнодорожный мост через р. Горынь в районе с. Могиляны и не допустить прорыва противника в тыл дивизии, переправочные средства были отправлены на Западный фронт. Полк занял позиции: 1-й дивизион — на берегу р. Горынь у с. Вильбовное, 2-й дивизион — на опушке Курганинского леса южнее с. Могиляны, 3-й дивизион — в лесу восточнее с. Вильбовное.
23.00
С наступлением темноты 381-й мсп вышел их Острога и отступил за р. Вилия. Все, кто сумел переправиться через р. Вилия собрались в лесу восточнее с. Вильбовное. Подразделения приводились в порядок.
В городе в окружении остались 173-й див.рб и 2-й мсб 381-го мсп.
27 июня погиб командир 173-го див.рб капитан Амай Шайхутдинович Юлборисов. В командование батальоном вступил начальник штаба батальона капитан Н. А. Пестерев.
28 июня
После того как германские войска форсировали реку Горынь и захватили г. Острог, направление на г. Шепетовка оказалось открытым. Для ликвидации угрожающего положения тылам советских войск Ставка в помощь Юго-Западному фронту выделила 7-й стрелковый корпус из резерва и 109-ю моторизованную дивизию из 16-й армии,( с.168
3.00
В течение ночи командир 109-й мд п-к Сидоренко перегруппировал части для нового наступления на Острог.
В связи с возможным прорывом противника на с. Могиляны и выхода его в тыл дивизии 2-й мсб 602-го мсп был направлен к железнодорожному мосту через р. Горынь в 4 км северо-восточнее с. Могиляны, где уже находился инженерный батальон. 1-й и 3-й мсб выдвинулись к р. Вилия в готовности наступать на Острог.
6.00
Севернее 19-й сов.мк 5-й армии вёл бой за г. Ровно.
6-я армия. Бой за г. Острог 109-й мд
1-й и 3-й мотострелковые батальоны 381-го мсп пошли в наступление на Острог.
Окружённые в Остроге 173-й рб (командир батальона капитан Н. А. Пестерев) и 2-й мсб 381-го мсп вступили в бой с противником.
7.00
Германцы позволили советским войскам переправиться через реку и подойти к окраинам Острога, после чего артиллерийский и пулемётный открыли огонь, в контратаку пошли германские танки. Наступление 381-го мсп остановилось.
8.00
По танкам и огневым точкам противника открыл огонь 404-й артполк. Артиллеристам удалось подавить некоторые батареи и пулемётные расчёты противника и 381-й полк продолжил наступление.
9.00
Мотострелки ворвались в Острог и двигались к центру города, уничтожая врага.
10.00
Германское командование вводило в бой новые подразделения, усиливая сопротивление советским войскам.
15.00
381-й мсп вёл бой за Острог с переменным успехом. Сильное сопротивление врага заставляло 1-й и 3-й мотострелковые батальоны дивизии залегать или отходить, однако бой продолжался в городе.
В Остроге 173-й дивизионный рб и 2-й мсб 381-го мсп вели в бой с противником в окружении.
19.00
Севернее 19-й сов.мк 5-й сов.армии вечером 28 июня оставил г. Ровно и начал отход на рубеж р. Горынь, (3с). Командующий 5-й армии получил разрешение на отвод войск армии на старую советско-польскую границу. Во время отхода войск армии 19-й мк, 228-я сд …-го ск и 1-я истребительная противотанковая бригада должны были прочно удерживать рубеж г. Тульчин, Горыньград, Гоща, Милятин.
1-й и 3-й мотострелковые батальоны 381-го мсп 109-й мд дивизии вели уже неравный бой в черте города Острог.
23.00
С наступлением темноты 381-й мсп отступил за реку Вилию. Весь день в Остроге 173-й рб и 2-й мсб 381-го мсп вели в бой с противником в окружении.
29 июня
3.00. Оценив обстановку командир 109-й дивизии полковник Сидоренко решил нанести удар севернее Острога. Для прикрытия города с востока был оставлен заслон с приданной артбатареей 404-го ап. Все батальоны, 1-й и 3-й мсб 381-го мсп, 2-й мсб 602-го мсп, легкоинженерный батальон, дивизионы 404-го ап совершив марш на север с. Вильбовное-разъезд Бадиевский-с. Могиляны, переправившись через р. Горынь, заняли исходное положение на северной окраине с. Бродивское.
6.00
Участок обороны фронта 5-й армии
К утру 29 июня войска 19-го мк 5-й армии заняли рубеж р. Горынь: 40-я тд — на участке Тучин, (иск.) Гоща, а 43-я тд — на участке с. Гоща, с. Вельбовно. Село Вельбовное расположено на правом берегу р. Горынь у Острога.
Участок обороны фронта 6-й армии
Слева от 43-й сов.тд 19-го мк была группа войск 16-й армии: 109-я мд 5-го мк — полковник Сидоренко, с подчинёнными ей несколькими танками 16-го тп 5-го мк, частью разведбата 13-й тд 5-го мк, а также 213-я мд 19-го мк и другие отходящие части.(1 карта-вклейка)
Бой за г. Острог 109-й мд
109-я дивизия пошла в наступление на Острог с севера.
8.00
29 июня по решению командира корпуса генерала Фекленко 19-й мк контратаковал противника. Войска корпуса переправились через р. Гоща и отбросили части 3-го герм.мк (11, 13-я тд) на 5-8 км.
109-я дивизия наступала на Острог. 381-й мсп поддерживался орудиями 404-го ап.
19.00
109-я дивизия достигла северной окраины Острога, но позже вынуждена была отойти и вести оборонительный бой.
30 июня
5-я армия на фронте 180 км держала оборону на рубеже рек Стодол, Стырь, Горынь, (3-с.168).
30 июня на участке обороны 19-го сов.мк 5-й армии противник продолжал наступление. Советские войска отступали на восток.
6-я армия держала оборону на рубеже по реке Горынь. На участке Гоща, Острог, противник пробивал брешь в обороне советских войск в направлении г. Новоград-Волынский.
Бой за г. Острог 109-й мд
109-я дивизия вела бои за овладение северной окраиной Острога, но вынуждена была отходить и вести оборонительный бой. Дивизия вела оборонительные бои за сёла Розваж, Хорив, Бродивское.
Положение дивизии стало критическим. Поддержанные огнём орудий 404-го ап и бронепоезда войск НКВД остатки 381-го мсп, легкоинженерного батальона, полковой школы и других подразделений вышли из полуокружения. В это время застрелился командир 381-го мсп п/п-к Подопригора.
Окружённые в Остроге 173-й див.рб (командир батальона капитан Н. А. Пестерев) и 2-й мсб (командир батальона старший лейтенант Иванов, заместитель командира батальона по политической части старший политрук А. И. Волков) 381-го мсп были уничтожены врагом.
30 июля Ставка Главного Командования, председатель И. С. Сталин, приняла решение отвести войска Юго-Западного фронта на бывшую советско-польскую границу, где имелись старые укреплённые районы. 6-я армия должна была отходить в Шепетовский и Старо-Константиновский укреплённые районы.
1 июля
00.00. К 1 июля под натиском превосходящих сил 3-го герм.мк (11, 13-я тд) соединения 19-го сов.мк 5-й сов.армии отошли на правый берег р. Горынь и заняли оборону.
8.00
Войска 19-го сов.мк 5-й армии были атакованы германцами.
6-я армия. Бой за г. Острог 109-й мд
109-я дивизия вела бои за овладение северной окраиной Острога, но вынуждена была отходить и вести оборонительный бой. Дивизия вела оборонительные бои за сёла Розваж, Хорив, Бродивское.
12.00
Участок обороны фронта 5-й армии
3-го герм.мк (11, 13-я тд) атаковал соединения 19-го сов.мк 5-й армии, занимавшие оборону на правым берегу р. Горынь. Советские войска оставались на своих позициях.
Участок обороны фронта 6-й армии
Противник обходил 109-ю мд с флангов, чтобы не быть окружёнными в районе с. Бродивское, полковник Сидоренко отдал приказ 1 июля на отход. Батальоны с боями отходили к Бродивскому, южнее с. Могиляны переправились через р. Горынь. На всём пути огневую поддержку оказывали артиллеристы 404-го ап и бронепоезда войск НКВД.
Во время отхода в с. Розваж украинской националисткой был застрелен командир 2-го мсб 602-го мсп капитан Морозов.
Днём 1 июля, когда войска левого крыла 5-й армии заканчивали подготовку к переходу в наступление, был получен новый приказ командующего ЮЗФ, в котором 5-й армии ставилась задача — продолжая во взаимодействии с 6-й армией ликвидацию прорыва на ровенском направлении, прочно закрепиться на укреплённом рубеже первой линии Новоград-Волынского укреплённого района. Правым крылом армии начать отход с наступлением темноты 1 июля, на рубеж реки Случь отойти к утру 5 июля.(4с)
19.00
К вечеру 109-я мд сосредоточилась в Курганинском лесу с целью занять оборону у Бадиевского разъезда.
23.00
Отвод войск Юго-Западного фронта начался с наступлением темноты 1 июля.
В течение дня советские войска 19-го мк 5-й сов.армии отражали атаки германцев и остались на своих позициях на правым берегу р. Горынь.
2 июля
3.00. Противник в полосе обороны 6-й сов.армии в течение ночи наводил понтонные мосты через р. Горынь.
6.00. Участок обороны фронта 6-й армии
Бой у г. Острог 109-й мд
Дивизия занимала оборону у Курганинского леса. Утром началось наступление германских войск. 381-й мсп вступил в бой.
12.00
381-й мсп (командир полка капитан Иванов) отбил все атаки противника, уничтожив 17 танков. Противник отошёл на исходные позиции.
Отход от г. Острог 109-й мд
Отход противника командир 109-й мд использовал для своего отхода к разъезду Бадиевский и далее на г. Славута.
Ещё один бой дивизия выдержала у ст. Кривин.
19.00
В течение дня войска 19-го сов.мк 5-й армии отражали атаки германцев и остались на своих позициях на правым берегу р. Горынь.
109-я мд отходила к г. Славута.
3 июля
6.00
Для организации обороны Новоград-Волынского УРа командующий войсками 5-й армии направил туда в качестве своего представителя бывшего начальника штаба, а ныне командира 87-й стрелковой дивизии полковника М. И. Бланка, подчинив ему все находившиеся в полосе УРа войска.(4с)
Участок обороны фронта 6-й армии. Оборона г. Славута 109-й мд
К утру 3 июля 109-я мд заняла оборону на западной окраине г. Славута. На этом рубеже дивизия вошла в состав группы войск полковника М. И. Бланка (командир 87-й сд 27-го ск). Личный состав ещё не успел окопаться, как началась атака противника. Дивизия не выдержала натиска и стала отходить на г. Шепетовка., (4с)
15.00
Оборона г. Шепетовка 109-й мд
Северо-западную окраину Шепетовки обороняла 213-я мд (ранее была в 19-м мк) из группы войск генерал-лейтенанта М. Ф. Лукина (командующего войсками 16-й армии). 109-я мд заняла оборону на южной окраине г. Шепетовка (из группы войск полковника М. И. Бланка).
Бои за город Шепетовка начались во второй половине дня. Германским танковым подразделениям удалось смять 3-й мсб 381-го мсп и выйти в тыл полка. Бои завязались на улицах города.
19.00
В течение дня войска 19-го сов.мк 5-й сов.армии отражали атаки германцев и остались на своих позициях на правым берегу р. Горынь, занимая своей 40-й танковой дивизией участок Тучин, Воскодавы, (иск.) Гоща и 43-й танковой дивизией участок Гоща, Вельбовно., (4с)
109-я мд 6-й сов.армии вела бои на улицах города Шепетовка.
4 июля
00.00
В ночь с 3 на 4 июля войскам 3-го герм.мк удалось переправиться через р. Горынь и захватить плацдарм в полосе обороны 43-й сов.тд 19-го мк 5-й армии в районе Агаповка, Завизов.
7.00
В 7.00 4 июля на левом фланге 19-го мк, на участке обороны 43-й тд, после мощной артподготовки и ударов авиации (с плацдарма в районе Агаповка, Завизов) противник перешёл в наступление силами 13-й герм.тд 3-го герм.мк в направлении Бугрунь, Крылув.
15.00
Во второй половине дня на правом фланге 19-го сов.мк, на участке обороны 40-й тд, форсировала р. Горынь в районе Горыньград, Воскодавы и перешла в наступление 14-я герм.тд 48-го герм.мк (14, 16-я тд). Она обходила с. Гоща с севера.
На левом фланге 19-го мк, на участке обороны 43-й тд, противник вёл наступление силами 13-й герм.тд 3-го герм.мк в направлении Бугрунь, Крылув.
Участок обороны фронта 6-й армии. Группа войск полковника М. И. Бланка
4 июля 109-я мд весь день вела бои на улицах г. Шепетовка.
4 июля Ставка Главного Командования издала приказ № 00183 о выводе из боя 109-й мд и 57-й отд и направить их к главным силам 16-й армии на Западный фронт.
4 июля германские войска подошли к Новоград-Волынскому укреплённому району.
5 июля
Группа войск полковника М. И. Бланка противником была оттеснена в Новоград-Волынский укреплённый район, 228-я сд к г. Новоград-Волынский.
404-й артполк отходил из Шепетовки на Житомир и таким образом вышел из состава дивизии.
6.00. Участок обороны фронта 6-й армии
Утром 5 июля на помощь частям 109-й мд (часть сил 381-го мсп, 2-й мсб 602-го мсп, специальные подразделения), оборонявшимся в Шепетовке подошли дивизии 7-го стрелкового корпуса (командир корпуса генерал-майор К. Л. Добросердов). 109-я мд начала отход в юго-восточном направлении на Полонное на линию обороны Новоград-Волынского УРа.
5 июля 1941 начальник штаба 6-й армии приказал 109-й мд с выходом частей 37-го стрелкового корпуса на рубеж Вербовцы должна была отходить с левого фланга 7-го корпуса в армейский резерв в район Барбаровка, Улашиновка и сосредоточиться к 8 июля 1941.
6 июля
Оборона Новоград-Волынского УРа
109-я мд отошла к г. Полонное в Новоград-Волынский укрепрайон, (), (ныне город Полонное в Хмельницкой области, ж.д. ст. на ветке Шепетовка-Бердичев).
Немногочисленная 109-я мд 6 июля удерживала оборону у г. Полонное.
5-я армия к 6 июля отошла на позиции Новоград-Волынского укрепрайона. В г. Новоград-Волынский оборону заняли 228-я сд и 109-я мд под общим командованием полковника М. И. Бланка, (3-с.169). В составе группы войск полковника Бланка было всего 2500 человек. Здесь же были остатки 19-го мк (1500 человек и 40 танков). с.169
6 июля войска 5-й армии отражали штурм своих позиций, но устояли. с.169
7 июля
Участок обороны фронта 5-й армии
7 июля войска 5-й армии отражали штурм своих позиций, но снова устояли. с.169
109-я мд 7 июля удерживала оборону у г. Полонное.
8 июля
Участок обороны фронта 5-й армии
8 июля германские войска прорвали оборону войск 5-й армии в Новоград-Волынском укрепрайоне и смяли войска полковника М. И. Бланка в городе Новоград-Волынский. с.169
13-я тд 3-го мк (11, 13-я тд) 1-й герм.танковой группы вошла в брешь между 5-й и 6-й советскими армиями и нацелилась на столицу Украинской ССР город Киев, двигаясь вдоль Житомирского шоссе. с.182
Оборона Новоград-Волынского УРа
109-я мд (381-й мсп, 2-й мсб 602-го мсп, спецподразделения) 8 июля удерживала оборону у г. Полонное.
К вечеру НОВУР был прорван на большей части фронта и 3-й германский мк мог наступать на г. Житомир.
404-й ап 109-й мд занимал оборону у г. Житомира.
9 июля
Участок обороны фронта 5-й армии
Ставка Главного Командования для ликвидации угрозы г. Киеву приказала нанести контрудары по германским войскам. с.182
Противник разрезал войска НОВУР и захватил г. Житомир.
На всей территории НОВУРа шли ожесточённые бои обороняющимися советскими войсками.
В южной части НОВУра 109-я мд удерживала оборону у г. Полонное.
404-й ап 109-й мд принял участие в обороне г. Житомир.
10 июля
Участок обороны фронта 5-й армии
5-я армия наносила контрудар с утра 10 июля с рубежа восточнее г. Новоград-Волынский в направлении Каменного Брода. с.182
109-я мд 10 июля удерживала оборону у г. Полонное.
11 июля
Участок обороны фронта 5-й армии
109-я мд 11 июля удерживала оборону у г. Полонное.
11 июля 404-й ап 109-й мд принял участие в обороне г. Киев.
12 июля
Участок обороны фронта 5-й армии
109-я мд 12 июля удерживала оборону у г. Полонное. Группа войск полковника Бланка (228, 206-я сд, 109-я мд) занимала оборону в восточной части Новоград-Волынского УРа.
12 июля по приказу командующего Юго-Западным фронтом 109-я мд выводилась из боя и должна была убыть в тыл на переформирование в район г. Золотоноша.
16 июля
Генеральный штаб издал директиву 16.07.41 г. за № 769/орг о переформировании 109-яй мд в 304-ю сд.
27 июля
Дивизия совершила 350-км марш, неоднократно подвергаясь налётам германской авиации и вступая в бои с противником, быстро продвигавшимся в киевском направлении. Такие столкновения произошли в районе Бердичева, уже занятого противником, в районе Белой Церкви и Канева. Под Каневом дивизия переправлялась через Днепр на подручных средствах под бомбежками противника.
28 июля
28 июля подразделения дивизии сосредотачивались в лесах вокруг г. Золотоноша и размещаться в населённых пунктах: Ольхи, Коробовка, Домантово, Кадина Гора, Лепляво, Прохоровка и др.
В соответствии с директивой Генерального штаба от 16.07.41 г. № 769/орг 109-я моторизованная дивизия переформирована в 304-ю стрелковую дивизию в составе 807, 809, 812-го сп, 866-го ап и др. частей и подразделений.
16 августа
16.08 в район Золотоноши вышел 866-й ап.